# Романенко, Александр Алексеевич (учёный)
Алекса́ндр Алексе́евич Романе́нко (род. 1 августа 1953 года, город Тимашевск Краснодарского края) — российский учёный в области семеноводства сельскохозяйственных растений, доктор сельскохозяйственных наук (2005), академик РАСХН (2012), академик РАН (2013). Заслуженный деятель науки Российской Федерации (2023).

## Биография
Окончил Кубанский СХИ (1975).
- 1975—1977 — начал трудиться агрономом колхоза «Россия» Тимашевского района Краснодарского края.
- 1977 — Инструктор сельскохозяйственного отдела Тимашевского районного комитета КПСС,
- 1977—1979 — первый секретарь Тимашевского райкома ВЛКСМ,
- 1981—1983 — заместитель заведующего отделом пропаганды и агитации,
- 1983—1984 — заведующий сельскохозяйственным отделом Тимашевского райкома КПСС,
- 1984—1985 — председатель колхоза «40 лет Октября».
- 1985—1990 — инструктор, ответственный организатор отдела организационно-партийной и кадровой работы Краснодарского крайкома КПСС.

В 1990—2002 годах — заместитель директора по производственной работе Краснодарского НИИ сельского хозяйства им. П. П. Лукьяненко,
с 2002 года — директор того же НИИ. В 1998 году защитил кандидатскую диссертацию «Проблемы повышения эффективности семеноводства зерновых колосовых культур в условиях рыночной экономики: на материалах научно-исследовательских учреждений и сельскохозяйственных предприятий Краснодарского края», в 2005 году — докторскую диссертацию «Биологические и экономические основы совершенствования сортовой структуры и семеноводства зерновых культур в современных условиях: вопросы теории и практики».
Старший брат — академик Г. А. Романенко (род. 1937), президент РАСХН (1990—2013), вице-президент РАН (2013—2017).

## Награды
- Заслуженный деятель науки Российской Федерации (23 октября 2023 года) — за большой вклад в развитие науки и многолетнюю добросовестную работу[1]